# Josef Strillinger
Josef Strillinger es un deportista alemán que compitió para la RFA en luge en las modalidades individual y doble.
Ganó tres medallas en el Campeonato Mundial de Luge entre los años 1955 y 1958, y una medalla en el Campeonato Europeo de Luge de 1954.

## Palmarés internacional
| Campeonato Mundial | Campeonato Mundial | Campeonato Mundial | Campeonato Mundial |
| Año                | Lugar              | Medalla            | Prueba             |
| ------------------ | ------------------ | ------------------ | ------------------ |
| 1955               | Oslo (Noruega)     | Medalla de bronce  | Doble              |
| 1957               | Davos (Suiza)      | Medalla de oro     | Doble              |
| 1958               | Krynica (Polonia)  | Medalla de oro     | Doble              |
| Campeonato Europeo |                    |                    |                    |
| Año                | Lugar              | Medalla            | Prueba             |
| 1954               | Davos (Suiza)      | Medalla de bronce  | Individual         |